# Türk (Bad Reichenhall)

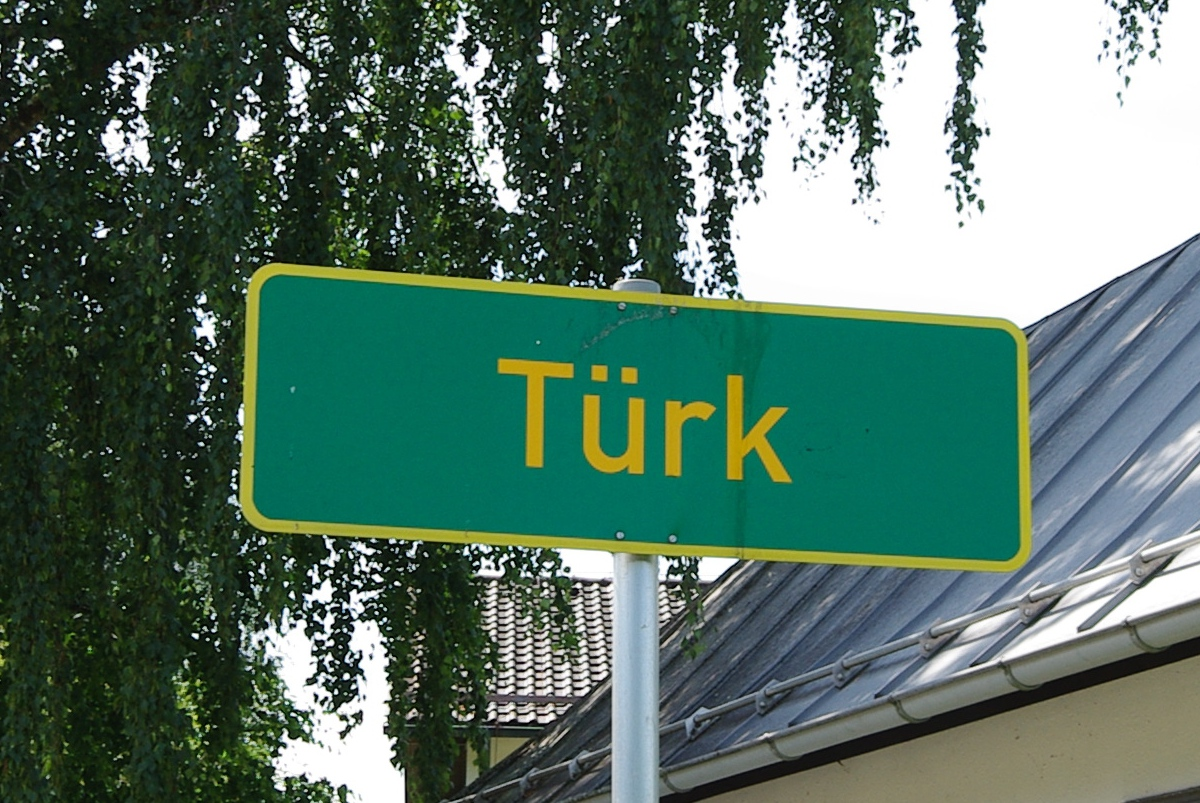

Türk ist ein Gemeindeteil der Stadt Bad Reichenhall im oberbayerischen Landkreis Berchtesgadener Land.

## Geographie
Der Ort liegt auf der Gemarkung Marzoll östlich der B 21. Die Einwohner teilen den langgezogenen Ort in Obertürk und Untertürk, wobei die Straßen-Abzweigung nach Schwarzbach die Grenze bildet. Türk ist kein amtlicher Ortsname.

## Geschichte
Türk gehörte zur früheren Gemeinde Marzoll und wurde 1978 im Zuge der Gemeindegebietsreform mit dieser nach Bad Reichenhall eingegliedert. Ursprünglich war Türk ein Straßendorf entlang der heutigen Untersbergstraße. Das älteste Zeugnis der Anwesenheit von Menschen ist eine Sichel aus der jüngeren Bronzezeit. Namenkundlich geht der heutige Ortsname Türk wohl auf die Römerzeit zurück: Die ursprüngliche Ortsbezeichnung dürfte „Duriacum“ gelautet haben, was so viel bedeutet wie das „Gut des Durius“. Bis ins 19. Jahrhundert bestand Türk aus 19 Bauernanwesen, von denen sich einige bemerkenswerte Beispiele bäuerlicher Baukultur erhalten haben. Es sind dies die Anwesen Hager, Unterbergstr. 18; Hoder, Unterbergstr. 19; Jagl, Untersbergstr. 7; Landerl, Unterbergstr. 10 und Zossen, Unterbergstr. 59. Die Obmannschaft Türk gehörte ab 1818 zur Gemeinde Marzoll. Seit den 1960er Jahren wurden größere Neubaugebiete ausgewiesen, was die Einwohnerzahl ansteigen ließ. 2010 hatte der Ort etwa 400 volljährige Einwohner.
Im Ort befindet sich der Schlachthof des Vereins zur Erhaltung und Förderung bäuerlicher Strukturen im BGL e.V., wo Tiere aus der Umgebung geschlachtet werden. 
Mit dem Marzoller Kramerladen  besitzt Türk einen der wenigen Nahversorger für Lebensmittel.
Durch Türk fließt der Kohlerbach, der im Ortsteil Schwarzbach in den Wasserbach mündet.